# خوزه پیکون
خوزه پیکون (انگلیسی: José Picón؛ زادهٔ ۱۳ مهٔ ۱۹۸۸) بازیکن فوتبال اهل اسپانیا است.
از باشگاه‌هایی که در آن بازی کرده‌است می‌توان به باشگاه فوتبال راسینگ سانتاندر اشاره کرد.